# يوليوس فون هان
يوليوس فون هان (بالألمانية: Julius von Hann)‏ (و. 1839 – 1921 م) هو فيزيائي، وعالم أرصاد جوية، وأستاذ جامعي من النمسا .
وكان عضواً في الأكاديمية الأمريكية للفنون والعلوم، والأكاديمية الروسية للعلوم، والأكاديمية الملكية السويدية للعلوم، والأكاديمية البروسية للعلوم .
توفي في فيينا ، عن عمر يناهز 82 عاماً.

## التعليم
تعلم في جامعة فيينا

## مناصب وهيئات
أدار جامعة فيينا، وجامعة غراتس.

## جوائز
حصل على جوائز منها:
- ميدالية بايز بالوت (1893)
- وسام الاستحقاق (بروسيا)
- وسام الاستحقاق للفنون والعلوم.

## روابط خارجية
- يوليوس فون هان على موقع الموسوعة البريطانية (الإنجليزية)